# Sarroca de Bellera
Sarroca de Bellera là một đô thị trong tỉnh Lérida, cộng đồng tự trị Catalonia Tây Ban Nha. Đô thị Sarroca de Bellera có diện tích là 87,5 ki-lô-mét vuông, dân số năm 2009 là 136 người với mật độ 1,55 người/km². Đô thị Sarroca de Bellera có cự ly km so với tỉnh lỵ Lérida.